# Фридрих дер Гросе (линеен кораб, 1911)
Фридрих дер Гросе (на немски: SMS Friedrich der Große) е линеен кораб на Германския императорски военноморски флот. Вторият кораб от типа линейни кораби „Кайзер“. Взема участие в Първата световна война. Кръстен е в чест на краля на Прусия Фридрих II Велики.
„Фридрих дер Гросе“, както и четирите други еднотипни линкора, участва във всички основни операции през войната, включая и Ютландското сражение от 31 май – 1 юни 1916 г. Разположен в центъра на немската линия „Фридрих дер Гросе“ не е повреждан, както другите немски кораби, такива, като линкорите „Кьониг“, „Гросер Курфюрст“ и линейните крайцери. „Фридрих дер Гросе“ излиза от сражението абсолютно невредим. През 1917 г. в качеството му на флагмански кораб на Германския флот е сменен от новия линкор „Баден“.
След поражението на Германия и подписването на Примирието, през ноември 1918 г., „Фридрих дер Гросе“, както и болшинството големи бойни кораби от Флота на откритото море, е интерниран от британския Кралски флот в Скапа Флоу. Корабите са разоръжени, а техните екипажи съкратени. На 21 юни 1919 г., малко преди подписването на Версайския договор командващият интернирания флот, контраадмирал Лудвиг фон Ройтер, издава заповед за потопяването на флотата. „Фридрих дер Гросе“ е изваден през 1936 г. и разкомплектован за метал. Неговата камбана е върната в Германия през 1965 г. и днес се намира в Глюксбург.

## Конструкция
По своята конструкция дредноутите от типа „Кайзер“ представляват високоборден кораб с удължен бак, пет бронирани въртящи се куполни артилерийски установки на главния калибър (от тях три по ДП в краищата на кораба и две близо към бордовете ешелонирано в района на мидъла), две бронирани бойни рубки, непрекъснат долен броневи пояс от кърмовата напречна бронева преграда до форщевена, горен брониран пояс на бронирането на цитаделата от кърмовия барбет до носовия, брониран каземат и бронирана палуба, разположена над и под КВЛ. Средната артилерия е разположена палуба по-нагоре, отколкото при предшествениците. Носовия и кърмовия край се защитават допълнително с горна бронирана палуба.
Формата на корпуса основно повтаря формата на корпуса на типа „Хелголанд“, но се отличава с малко по-голяма дължина и по-широк мидъл. Подема на дъното в носовата част е по-плавен, а на форщевена няма характерния таранен шпирон, което вече свидетелства за пълния отказ от архаичната тактика на таранния удар в бой.
За разлика от непрекъснатата горна палуба при типа „Хелголанд“, е добавен полубак. Той свършва при средата на барбета на кърмовата линейно-терасовидна куполна установка, а комините са поставени на по-голямо разстояние един от друг.

### Енергетична установка
Главната енергетична установка на четирите дредноути от типа „Кайзер“ се състои от три еднакви независими комплекта турбини на „Фридрих дер Гросе“ – тип „АЕГ-Къртис“, въртящи три трилопастни винта с диаметър 3,75 м.